# Verbascum glandulosum
Verbascum glandulosum är en flenörtsväxtart som beskrevs av Alire Raffeneau Delile. Verbascum glandulosum ingår i släktet kungsljus, och familjen flenörtsväxter. Inga underarter finns listade i Catalogue of Life.